# 日本民家園

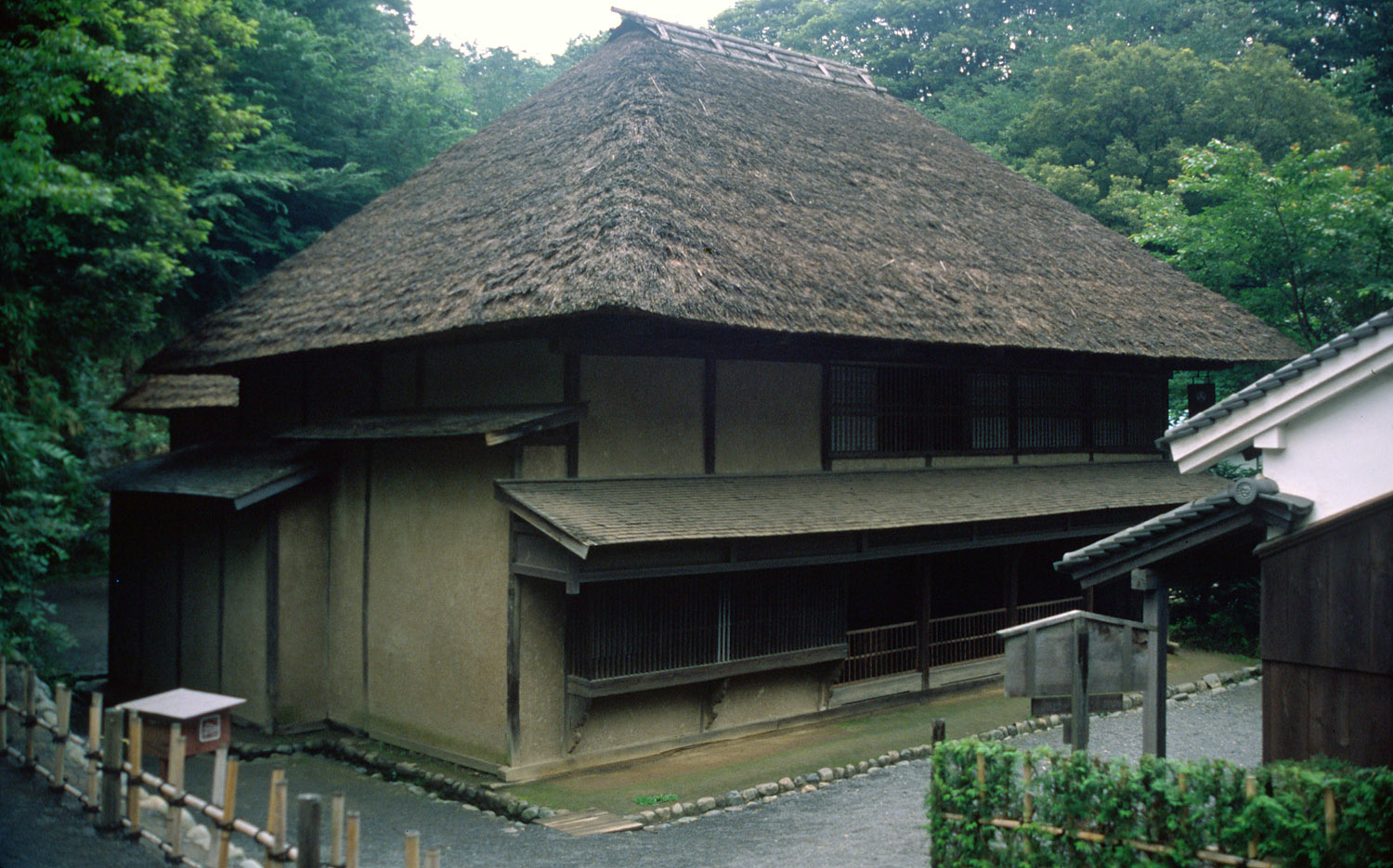
鈴木家 奥州街道八丁目宿の宿場建築 福島市松川地区から移築 19世紀

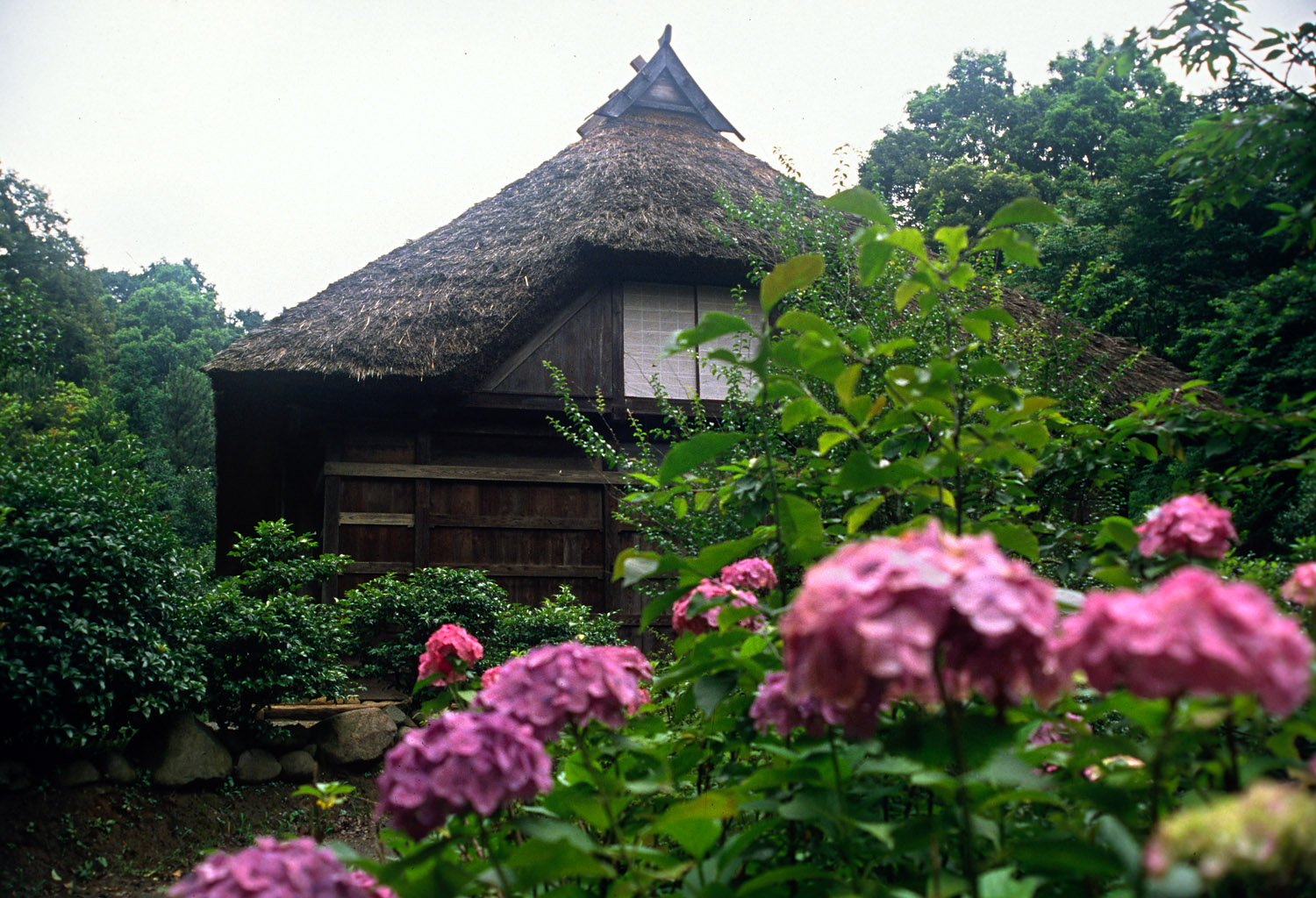
菅原家 山形県東田川郡朝日村（現鶴岡市）から移築 高窓のある民家 18世紀

日本民家園（にほんみんかえん）は、神奈川県川崎市多摩区の生田緑地にある日本の古民家を中心とした野外博物館である。正式名称は川崎市立日本民家園。生田緑地の丘陵地形を生かしたつくりとなっている。川崎市内および東日本一帯で伝承されてきた、姿を消しつつある古民や、水車小屋などの建物および民具の保存と伝承、活用を目的に整備され、1967年（昭和42年）に開園した。

## 概要
運営母体は川崎市である。元々は同市の麻生区にあった農家「伊藤家」が、横浜市の庭園へ移築される話を川崎市教育委員会の職員が聞きつけ、市内に残そうとする交渉過程で、生田緑地の公園整備の一環として古民家を集める構想に発展した。
この民家園の業績に注目した日本建築学会からは、同園の「近世民家の体系的な収集、保存、公開と環境の整備」を評価し、日本建築学会賞(業績賞)が贈られている。

## 園内
園内は、「東北の村」「宿場」など5エリアに分けられている。市内の民家をはじめ、主に東日本の一体と神奈川県内を中心とした茅葺屋根の古民家18棟のほか、水車小屋や武家屋敷、農村歌舞伎屋台と言った建築物を含めて全25棟が、約180万平方メートルの敷地に点在している。このうち、国指定の重要文化財は7件（9棟）、重要有形民俗文化財が1件ある。豪雪地帯の農家から宿場町の町屋、舞台など地域色豊かな構成となっている。また地域や年代による建物の構造、工法の違いを比較することもできる。
正門から入って奥には常設展示室があり、構造や歴史といった古民家に関する基礎知識を学ぶことができる。また西門には伝統工芸館が併設されており、伝統的な藍染めを手軽に体験できる。
それぞれの民家の適所には、農具や調理器具をはじめとした生活用具も配置されている。

## 各施設
※文化財指定の建造物に限定。
伊藤家住宅
国指定重要文化財。神奈川県川崎市麻生区金程から移築された、入母屋造の民家。18世紀前期の築造。
北村家住宅
国指定重要文化財。神奈川県秦野市堀山下から移築された。部材に貞享4年（1687年）の墨書が残されている。
佐々木家住宅
国指定重要文化財。長野県南佐久郡八千穂村（現・佐久穂町）から移築された、名主の家（兜造り）。18世紀前期の築造。
太田家住宅（2棟）
国指定重要文化財。茨城県笠間市片庭から移築された、分棟型の民家。17世紀後期の築造。
江向（えむかい）家住宅
国指定重要文化財。富山県東砺波郡上平村（現・南砺市）から移築された合掌造りの民家。17世紀後期から18世紀前期の築造。
工藤家住宅
国指定重要文化財。岩手県紫波郡紫波町から移築された、曲り家の民家。18世紀中期の築造。
作田家住宅（2棟）
国指定重要文化財。千葉県山武郡九十九里町から移築された、網元の家（分棟型）。17世紀後期の築造。
船越の舞台
重要有形民俗文化財。三重県志摩郡大王町（現・志摩市）から移築された、歌舞伎などの舞台。1857年（安政4年）の築造。

## 文化財

### 国指定重要文化財（建造物）
- 旧伊藤家住宅　昭和39年5月29日指定
- 旧北村家住宅　昭和41年12月5日指定
- 旧佐々木家住宅　昭和42年11月12日指定
- 旧江向家住宅　昭和44年6月20日指定
- 旧作田家住宅　昭和45年6月17日指定
- 旧太田家住宅　昭和43年4月25日指定
- 旧工藤家住宅　昭和44年12月18日指定

### 国指定重要有形民俗文化財
- 旧船越の舞台　昭和51年8月23日指定

### 神奈川県指定重要文化財（建造物）
- 旧清宮家住宅　昭和46年3月30日指定
- 旧岩澤家住宅　昭和61年11月28日指定
- 旧井岡家住宅　昭和61年11月28日指定
- 旧三澤家住宅　昭和47年11月24日指定
- 旧野原家住宅　昭和46年3月30日指定
- 旧山田家住宅　平成9年2月10日指定
- 旧山下家住宅　昭和47年11月24日指定
- 旧広瀬家住宅　昭和46年3月30日指定
- 旧鈴木家住宅　昭和47年11月24日指定
- 旧菅原家住宅　平成元年2月10日指定

### 川崎市重要歴史記念物（建造物）
- 棟持柱の木小屋　平成7年1月24日指定
- 旧原家住宅　平成13年1月23日指定
- 蚕影山祠堂　平成7年1月24日指定
- 菅の船頭小屋　平成7年1月24日指定
- 旧佐地家門・供待・塀　平成9年4月22日指定
- 沖永良部の高倉　平成7年1月24日指定
- 水車小屋　平成7年1月24日指定

## ギャラリー

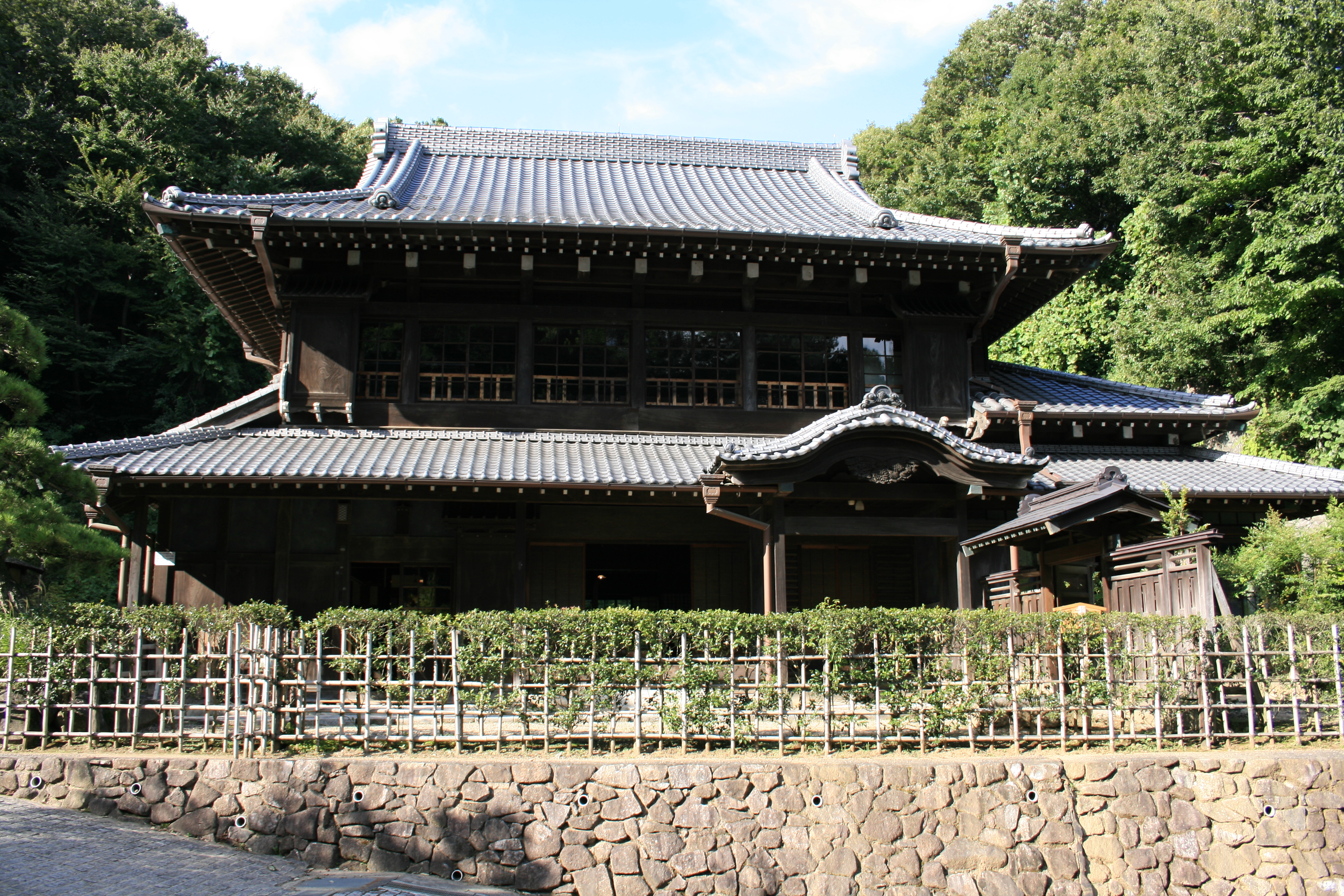
旧原家住宅
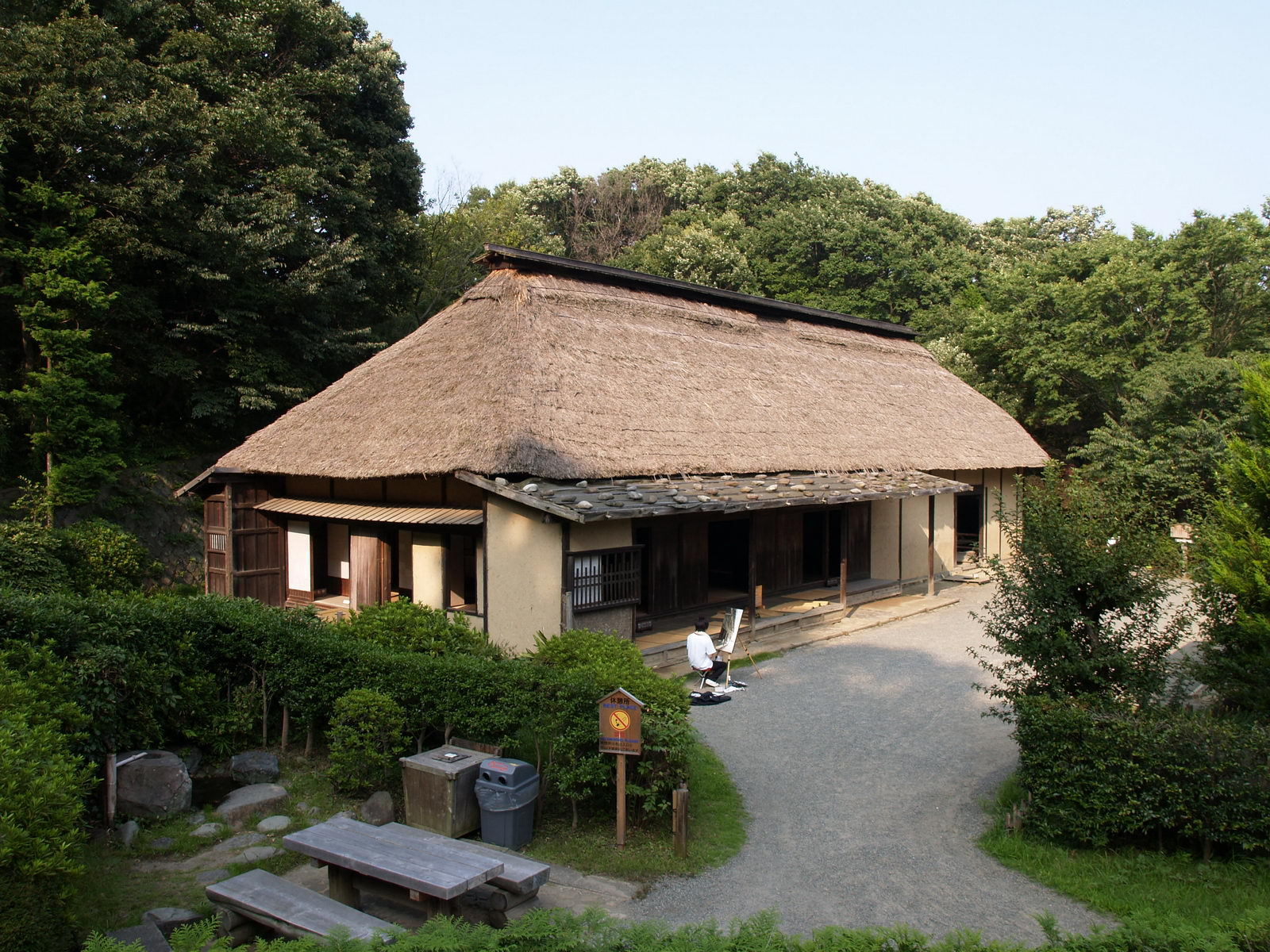
佐々木家住宅
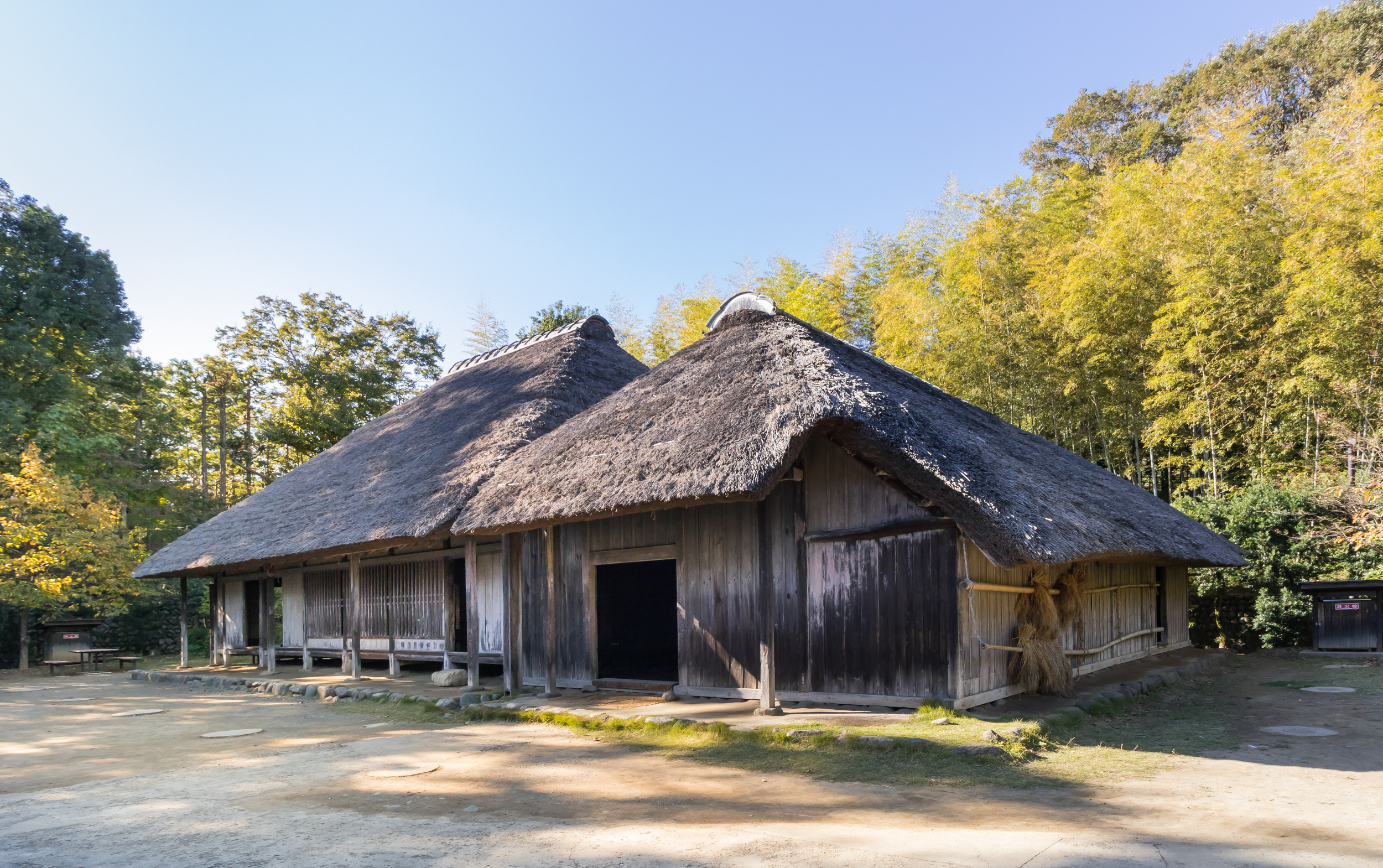
作田家住宅
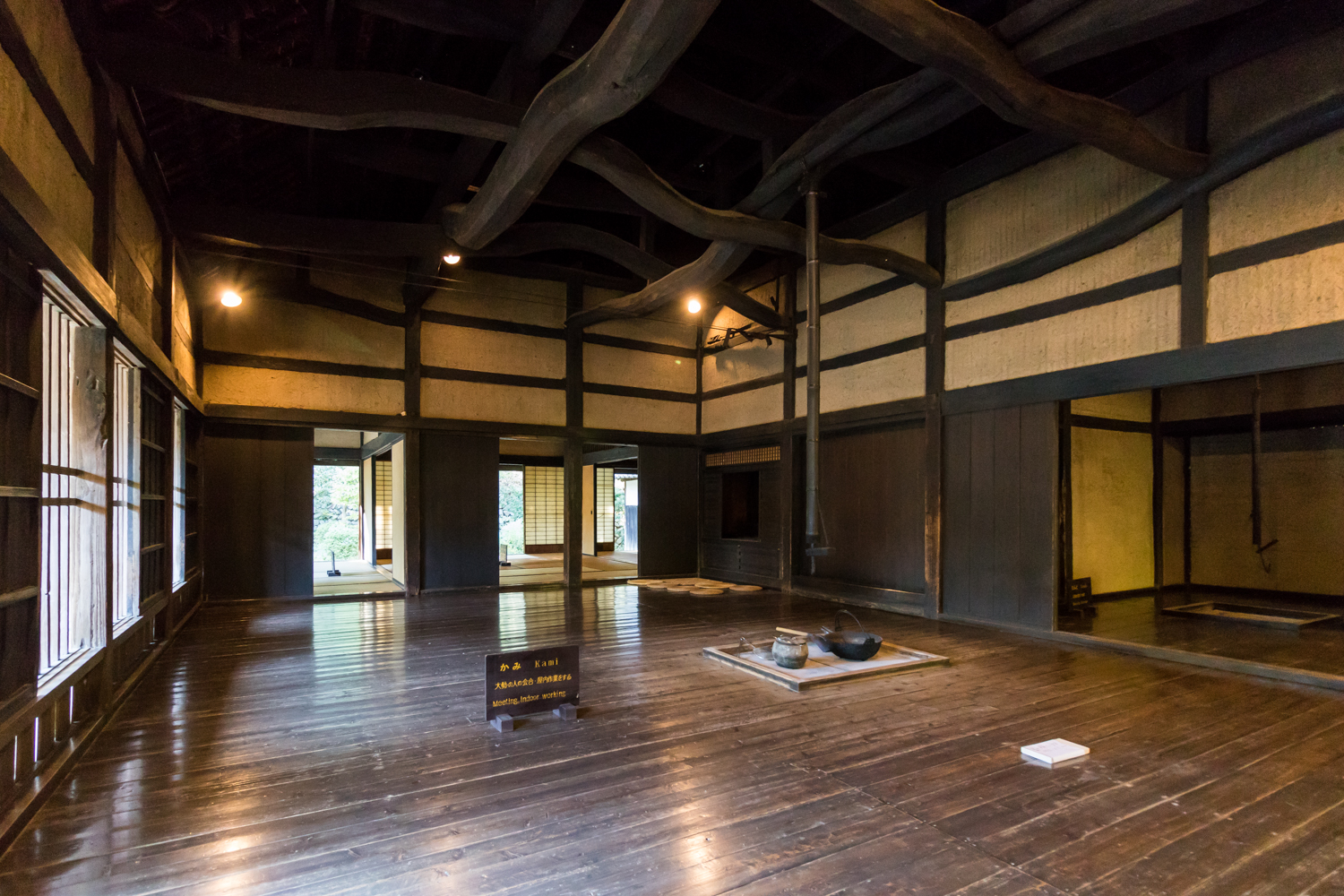
作田家住宅内部
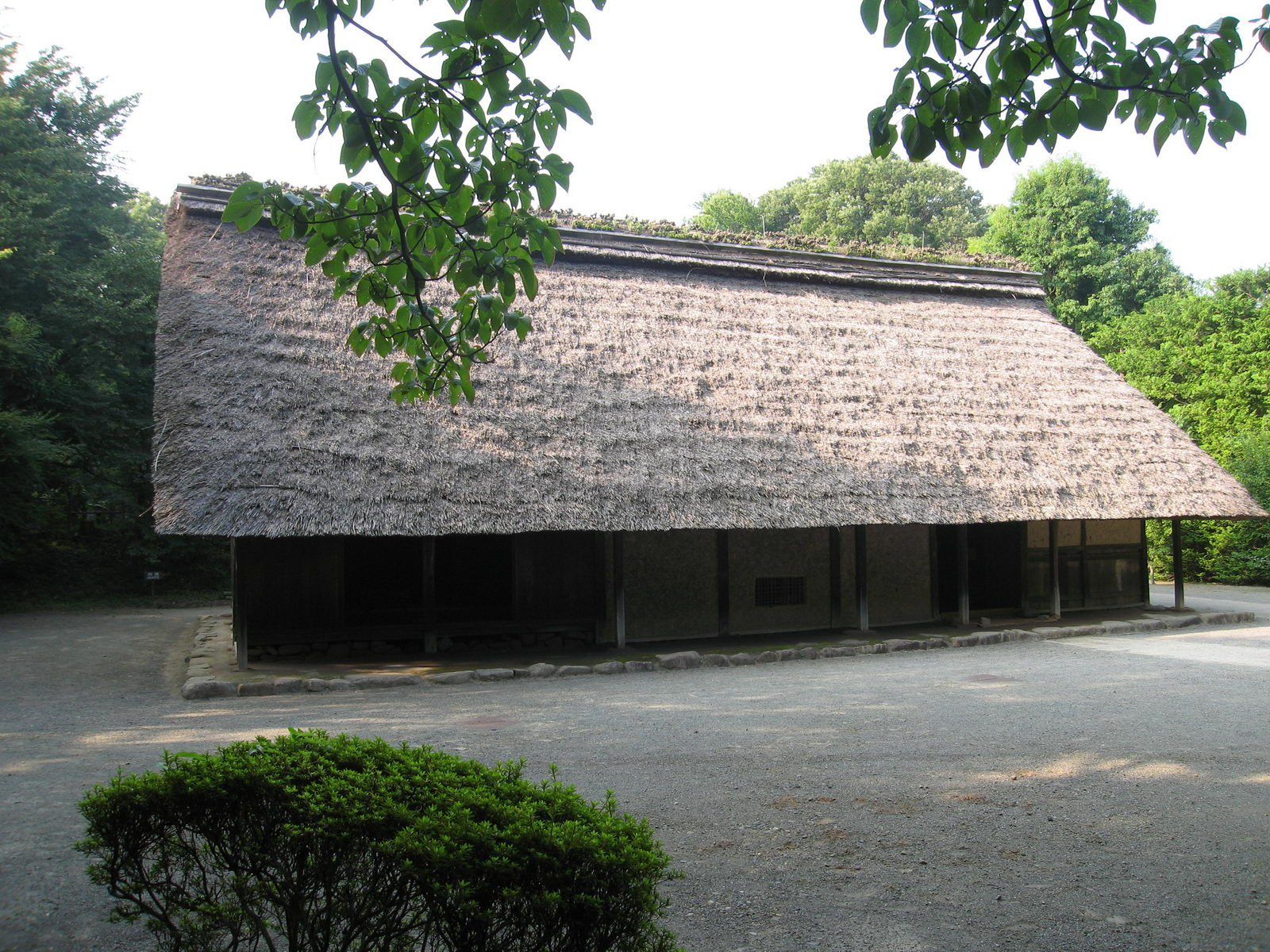
広瀬家住宅
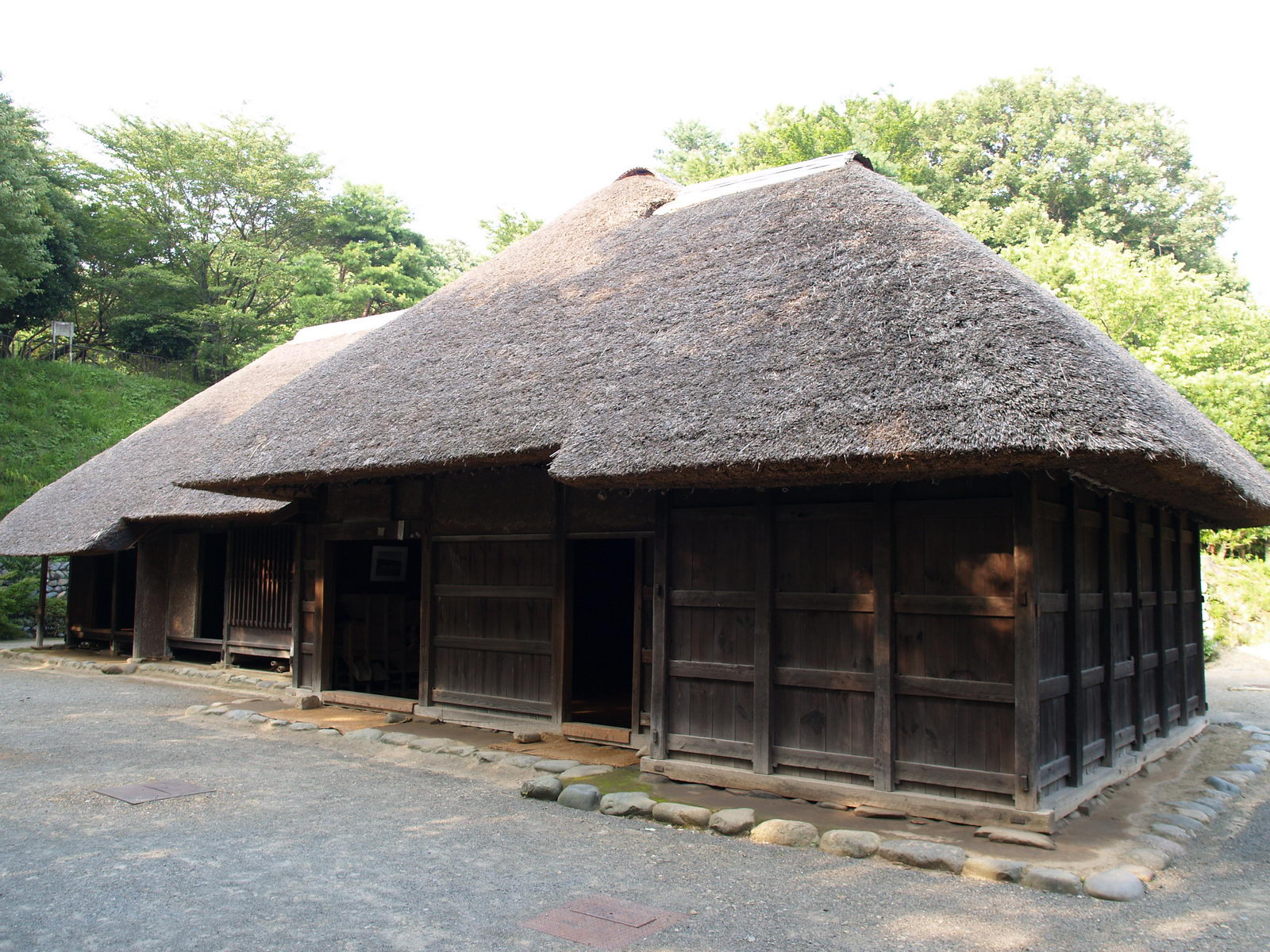
太田家住宅
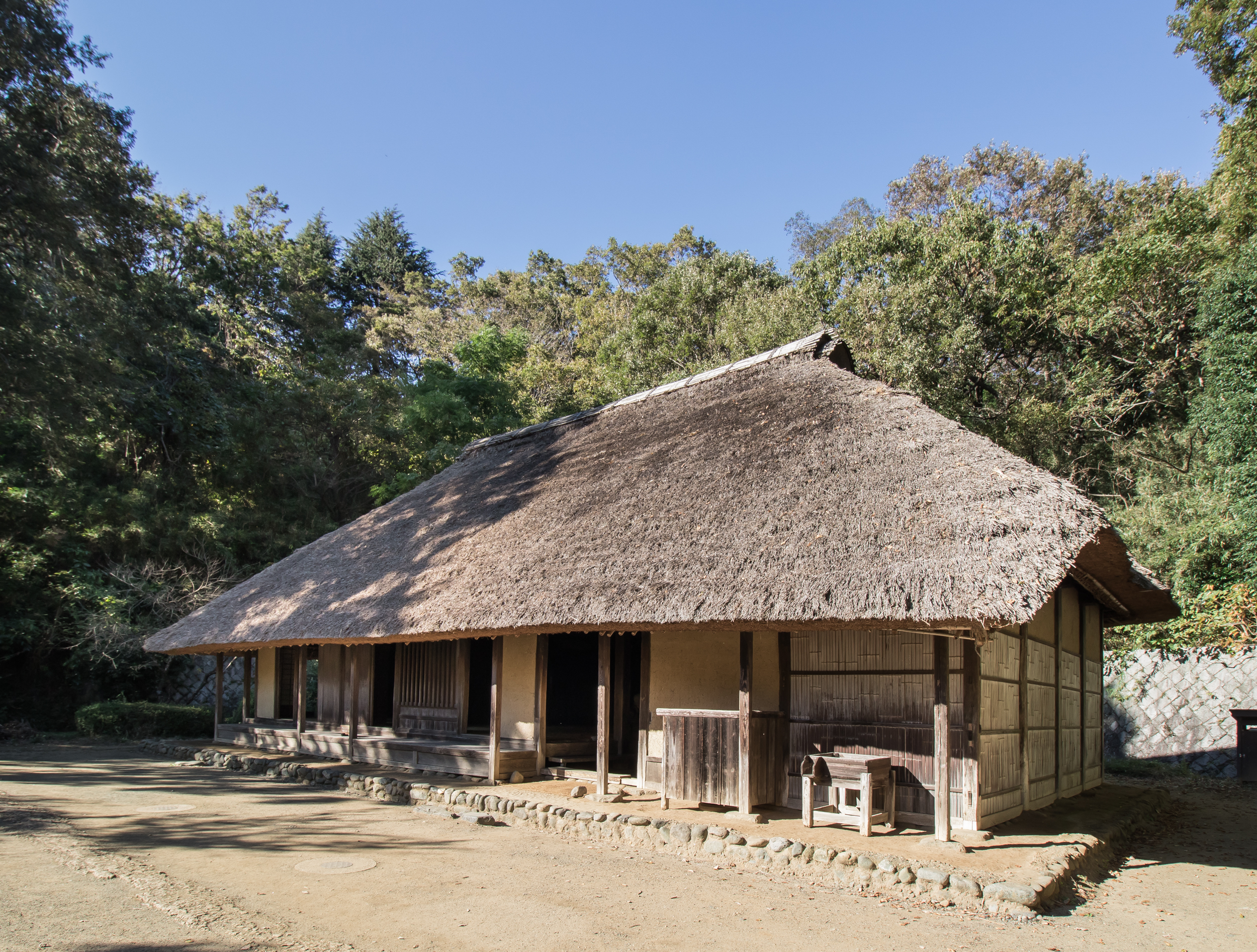
北村家住宅
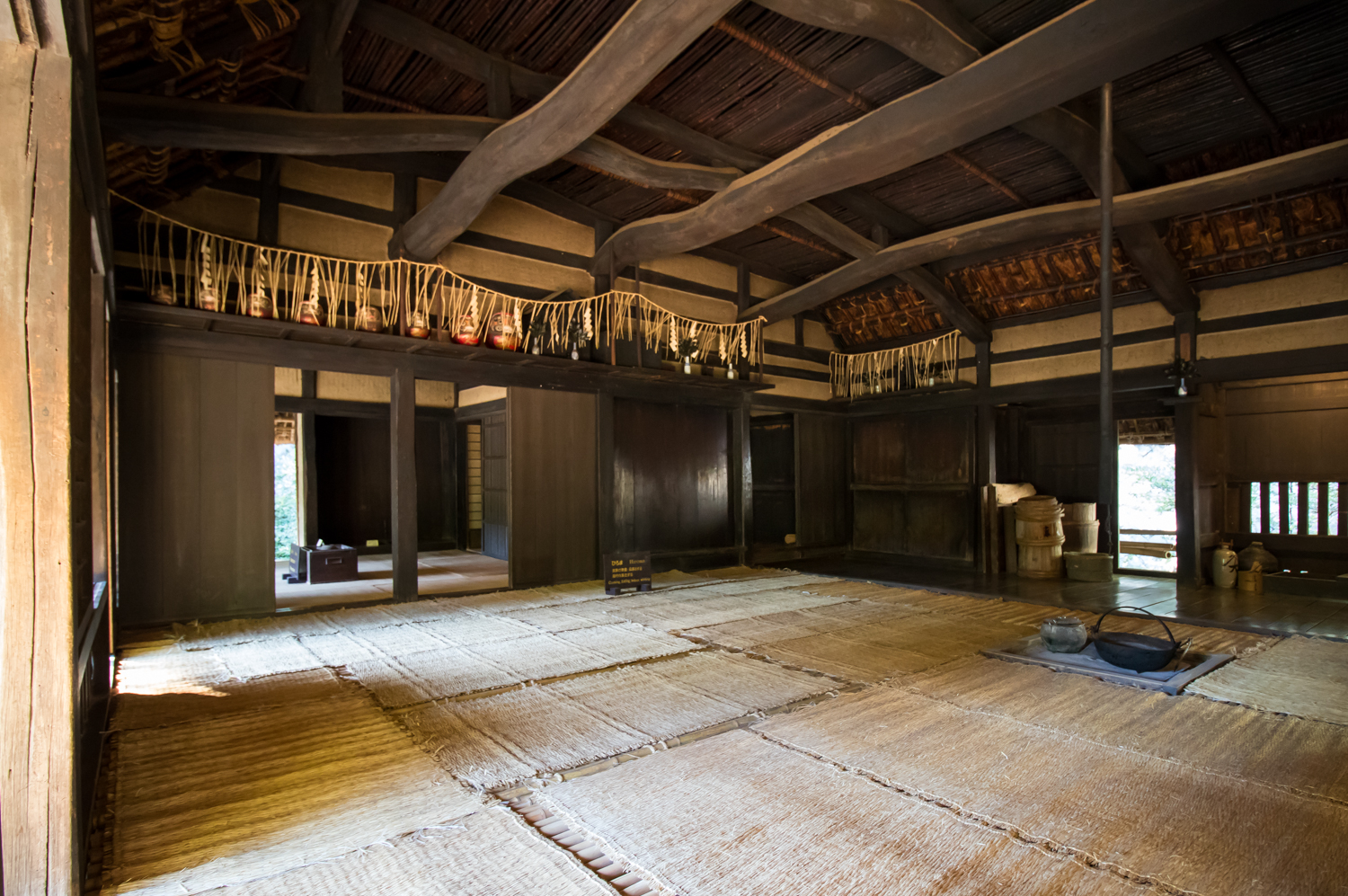
北村家住宅内部
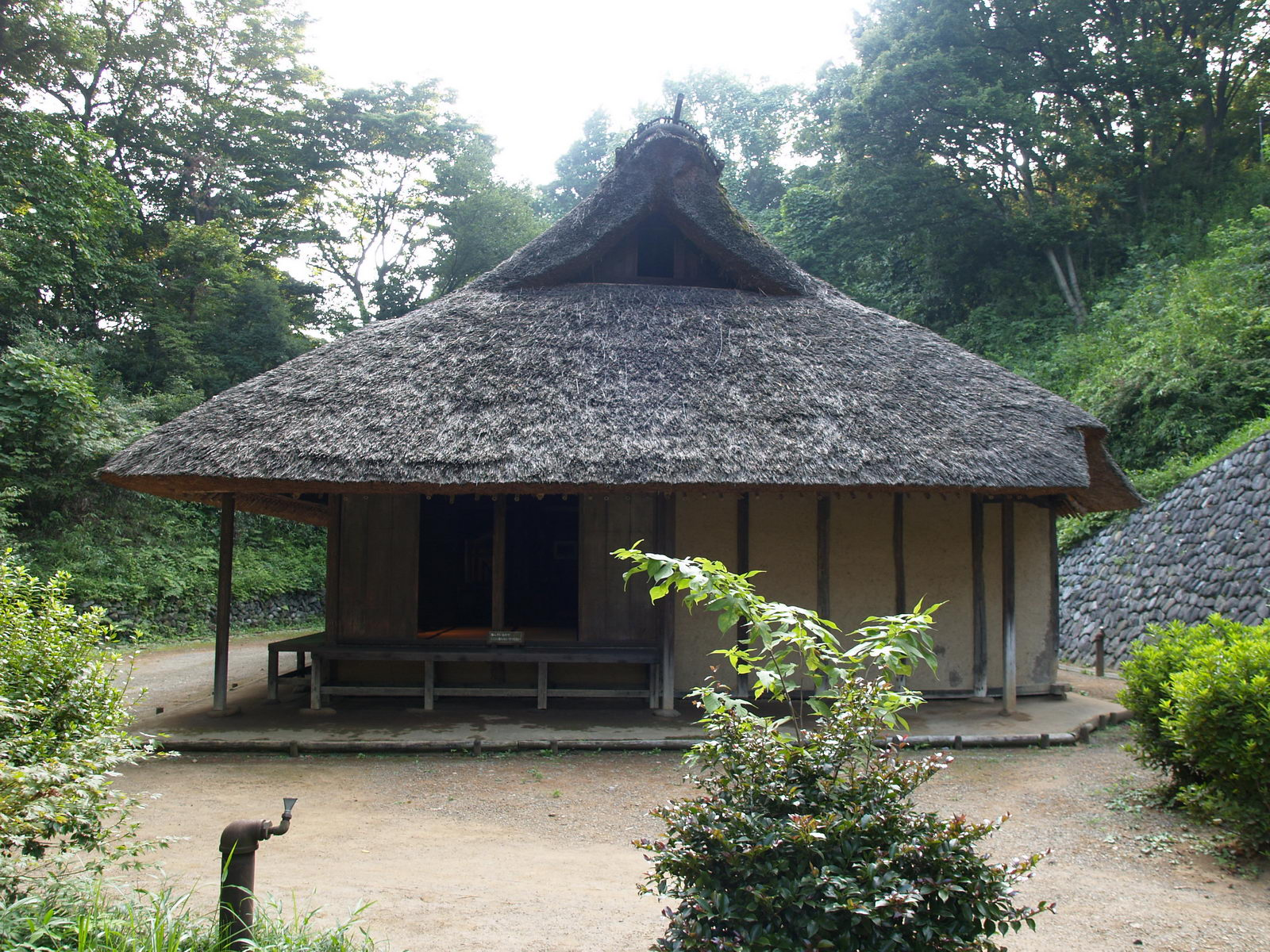
伊藤家住宅
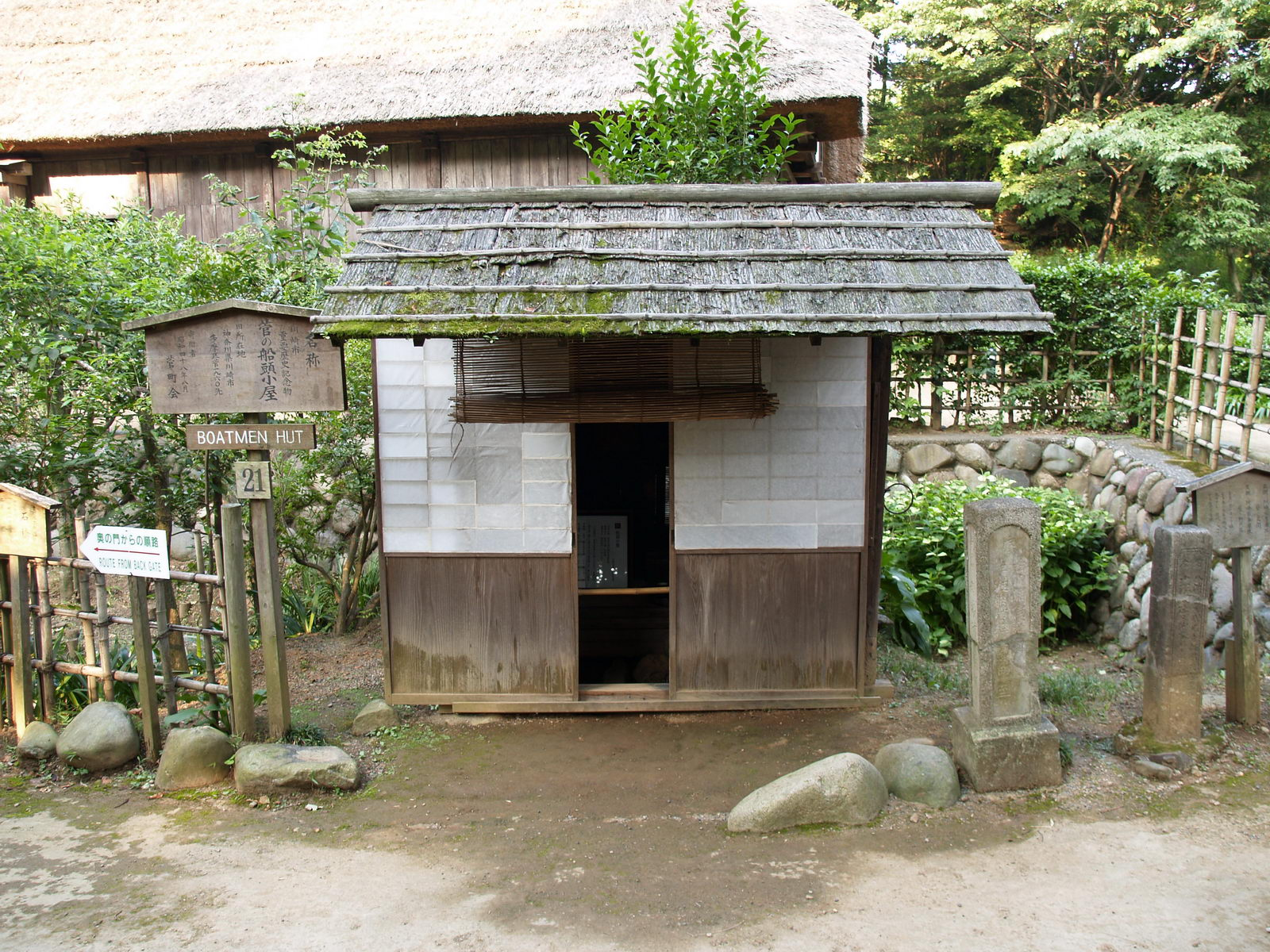
菅の船頭小屋
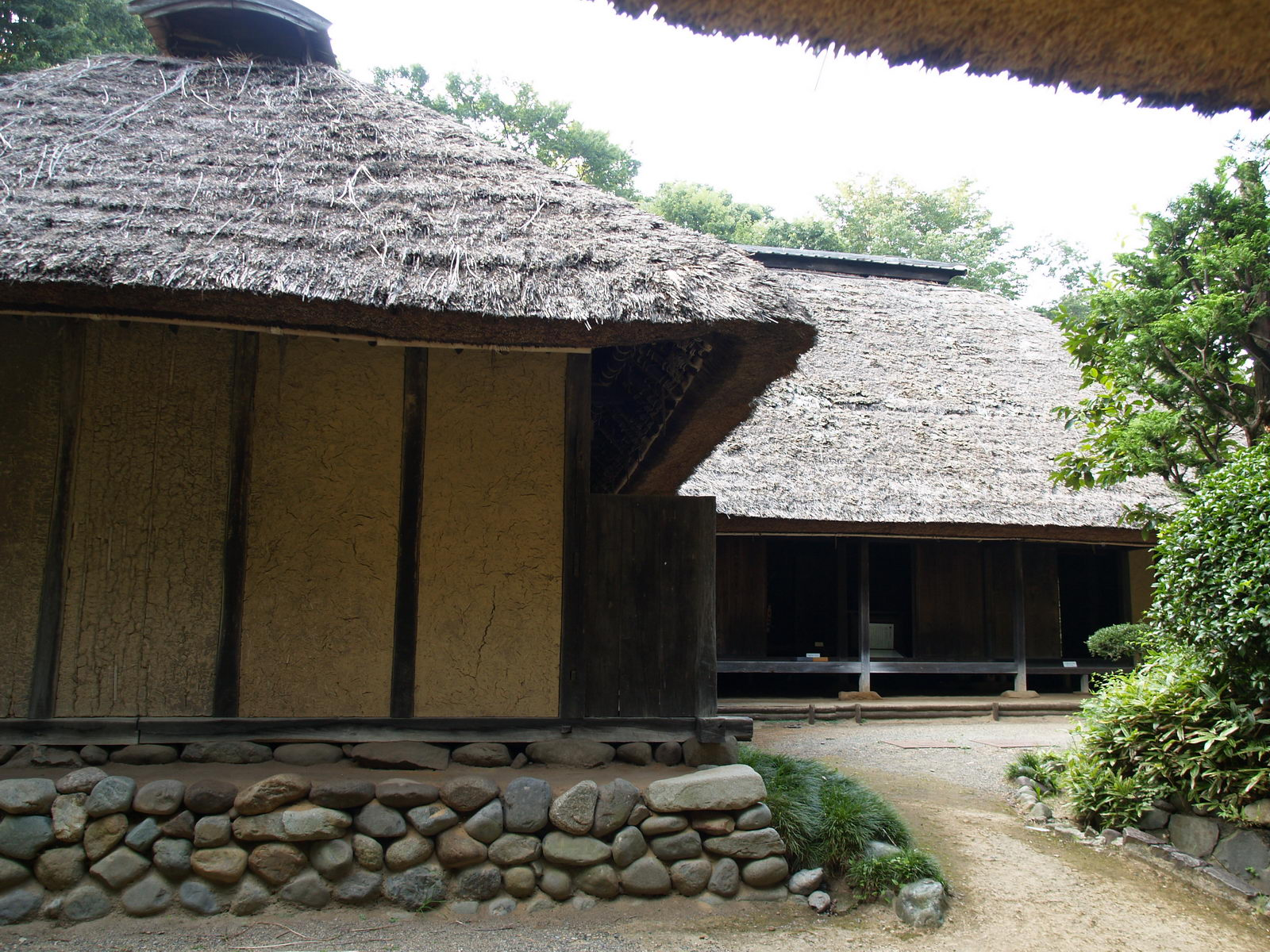
工藤家住宅
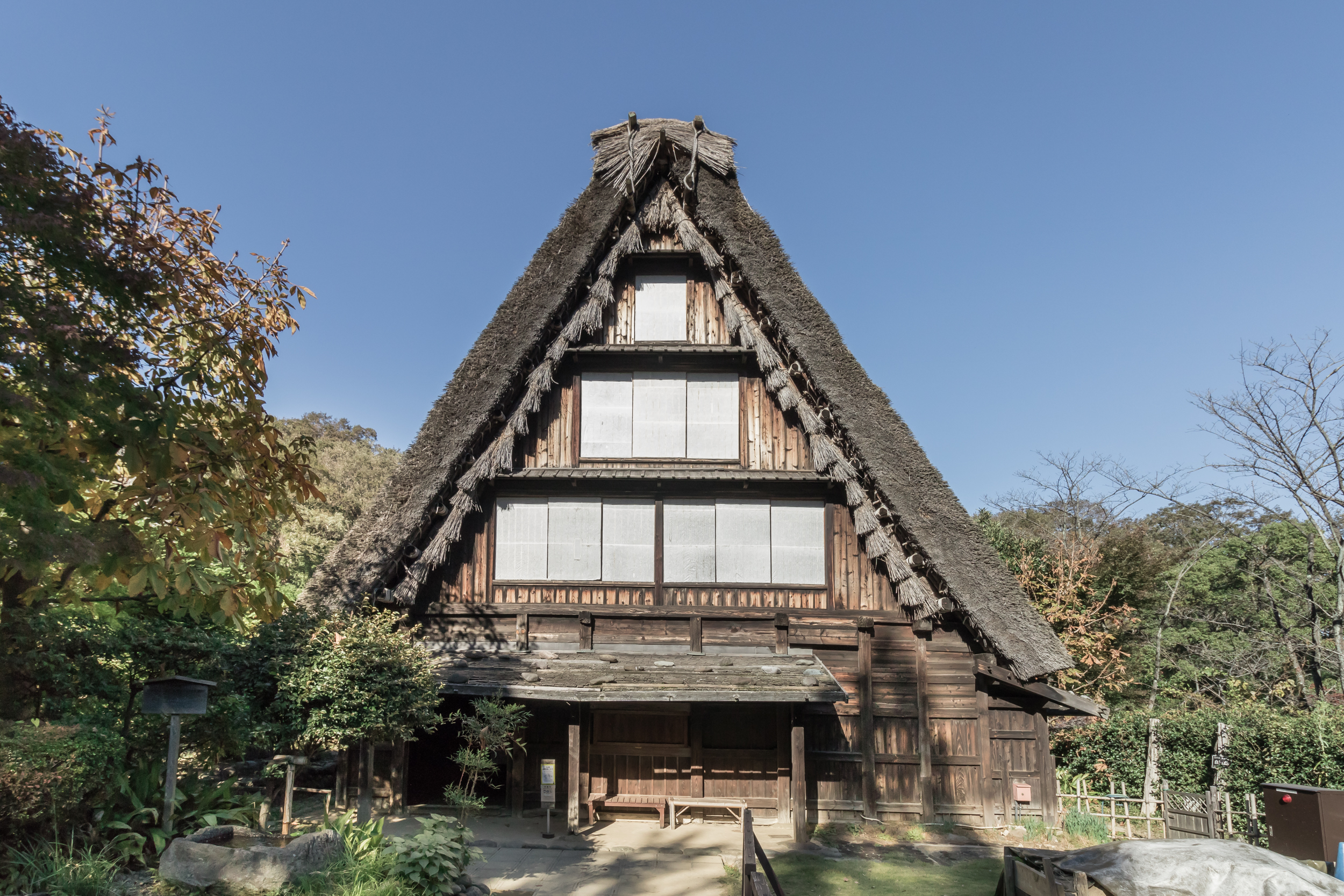
山下家住宅

## 交通アクセス
- 鉄道、バス
  - 小田急電鉄小田原線 向ヶ丘遊園駅から徒歩約15分、または川崎市バス溝19系統「溝口駅南口」行きで「生田緑地入口」下車徒歩約3分。
  - JR南武線 武蔵溝ノ口駅、東急田園都市線 溝の口駅より川崎市バス溝06系統「向丘遊園駅南口」「登戸駅」行きで「飯室（いいむろ）」下車徒歩約10分、または川崎市バス溝19系統「向丘遊園駅南口」行きで「生田緑地入口」下車徒歩約3分。
- 自動車
  - 生田緑地に駐車場あり（有料）

## 開園時間と料金
- 9時30分 - 17時（3月 - 10月）、9時30分 - 16時30分（11月 - 2月）
- 毎週月曜日、祝日の翌日、年末年始などが休園日。
- 入場料金は大人が550円。65歳以上330円（川崎市内在住無料）。高校大学生330円。中学生以下無料。団体割引有り。
- 年間パスポート：一般1,100円、高校生・大学生・65歳以上660円
- 「TOP&カード提示割引」の加盟施設。